# Герхард II фон Кверфурт
Герхард II фон Кверфурт (на немски: Gerhard II von Querfurt; † сл. 1300) от фамилията на графовете Кверфурти на род Мансфелд, е господар на Кверфурт.

## Произход
Той е син на граф Гебхард V фон Кверфурт († 1240) и съпругата му фон Вернигероде. Внук е на Гебхард IV фон Кверфурт, бургграф на Магдебург († 1216), и Луитгард фон Насау († 1222), дъщеря на граф Рупрехт III фон Насау († сл. 1191). Племенник е на Рупрехт I фон Кверфурт, архиепископ на Магдебург (1260 – 1266), и братовчед на Зигфрид II фон Кверфурт, епископ на Хилдесхайм (1279 – 1310). Брат е на Гебхард VI фон Кверфурт, граф на Остерфелд († 1297), женен за фон Липе и баща на Гебхард VII фон Кверфурт († 1322).

## Фамилия
Герхард II фон Кверфурт се жени за графиня Луитгард фон Регенщайн († сл. 1274), дъщеря на граф Улрих I фон Регенщайн († 1265/1267) и графиня Лукард фон Грибен († 1273/1280). Те имат шест деца:
- Гебхард IX фон Кверфурт († 1300/сл. 1316), женен за дъщеря na Лудвиг фон Хакеборн († 1298) и София фон Анхалт-Цербст († 1290)
- Бруно III фон Кверфурт († 3 септември 1367), женен през 1306 г. за Мехтилд фон Барби-Мюлинген (* ок. 1278)
- Бруно фон Наумбург († ок. 1304), епископ на Наумбург
- Гебхард фон Кверфурт († сл. 1328)
- Буркхард фон Кверфурт († сл. 1350)
- Луитгард/Лукардис фон Кверфурт († 1294), омъжена за граф и бургграф Фридрих VI фон Байхлинген († 1313)